# Lincoln Park (San Francisco)
Pour les articles homonymes, voir Lincoln Park.
Lincoln Park est un parc public de la ville de San Francisco en Californie.
Baptisé en l'honneur du président américain Abraham Lincoln en 1909, il s'étend sur 0,4 km2 au nord-ouest de la péninsule de San Francisco. Il est le terminus de la Lincoln Highway, la plus ancienne route traversant les États-Unis. Avant d'être un parc public, le terrain était occupé par un cimetière datant des années 1860. En 1902, il fut transformé en terrain de golf.